# Mesnières-en-Bray
Mesnières-en-Bray è un comune francese di 1 212 abitanti situato nel dipartimento della Senna Marittima nella regione della Normandia.

## Società

### Evoluzione demografica
Abitanti censiti